# Paludiscala caramba
Paludiscala caramba,là một loài ốc nước ngọt, động vật thân mềm chân bụng trong họ Hydrobiidae. Đây là loài đặc hữu của vùng đầm lầy nước ngọt ở bang Coahuila, México.
Paludiscala caramba là loài duy nhất thuộc chi Paludiscala.